# Михр Хормозд
Михр Хормозд (перс. مهرهرمزد‎) был иранским дворянином из дома Суренов.
Он был сыном Марданшаха, падуспана Немроза, впоследствии казнённого по приказу сасанидского шаха Хосрова II Парвиза (годы правления 590—628). В 628 году Хосров II был свергнут своим сыном Кавадом II Шируйе (годы правления — 628 г.). Он приказал посадить своего отца в темницу, где Михр Хормозд вскоре казнил Хосрова II, потому что он хотел отомстить за смерть своего отца. Однако после казни Кавад убил Михра Хормизда.